# Pentatomini

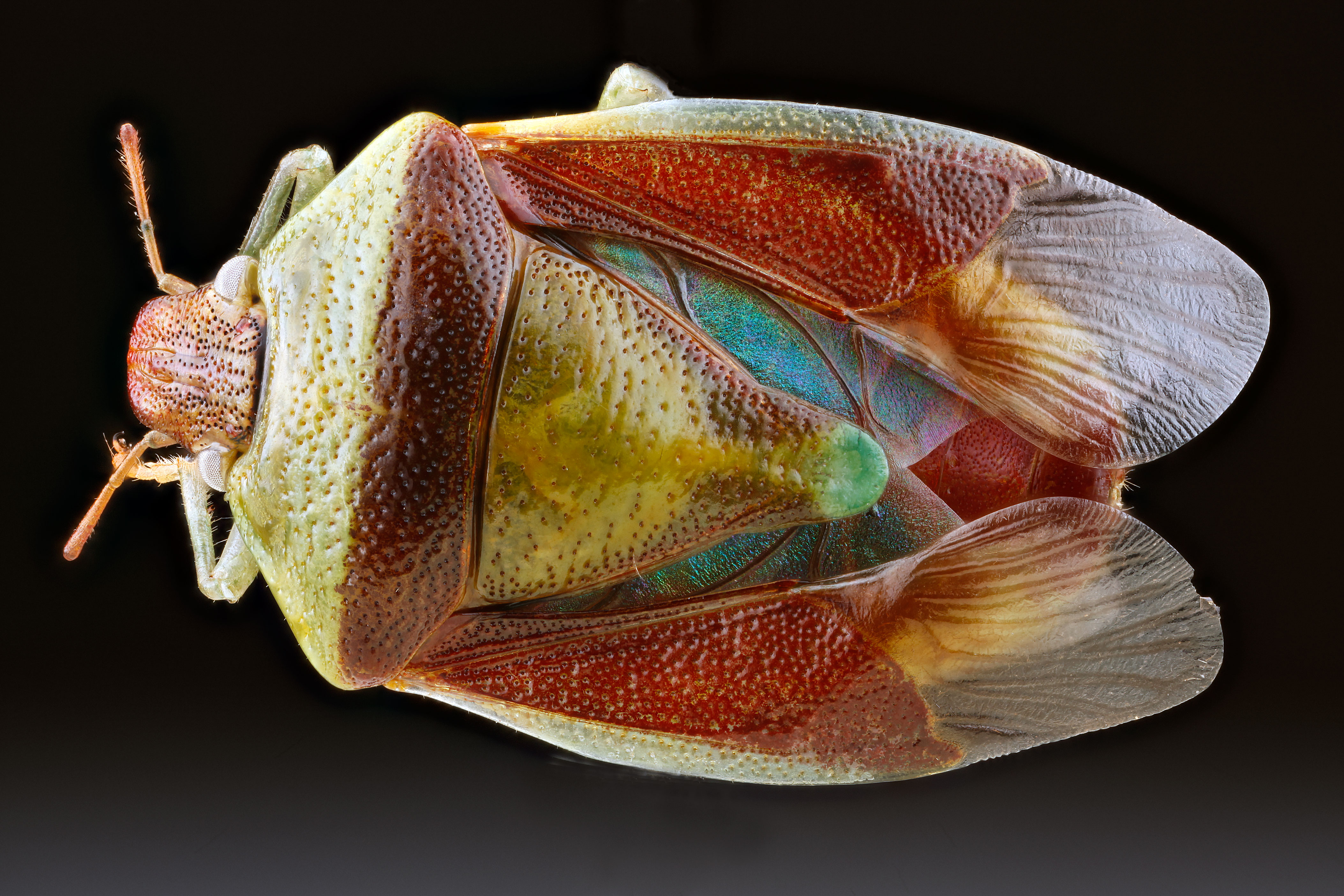
Banasa dimiata

Pentatomini – plemię pluskwiaków z podrzędu różnoskrzydłych i rodziny tarczówkowatych. 
W 2011 zaliczano tu 293 gatunków z 58 rodzajów. Należą tu m.in.:
- Acrocorisellus Puton, 1886
- Adevoplitus Grazia et Becker, 1997
- Ahmadiana Ahmad, Kamaluddin et Abbasi, 1977
- Amblycara Bergroth, 1891
- Amirantea Distant, 1909
- Banasa Stål, 1860
- Brasilania Jensen-Haarup, 1931
- Capivaccius Distant, 1893
- Catalampusa Breddin, 1903
- Cervicoris Hsiao et Cheng, 1977
- Chrysodarecus Breddin, 1903
- Cyptocephala Berg, 1883
- Disderia Bergroth, 1910
- Elsiella Froeschner, 1981
- Evoplitus Amyot et Serville, 1843
- Glaucioides Thomas, 1980
- Grazia Rolston, 1981
- Hyrmine Stål, 1876
- Iphiarusa Breddin, 1904
- Janeirona Distant, 1911
- Kaschmirocoris Lindberg, 1939
- Kermana Rolston, 1981
- Lelia Walker, 1867
- Leovitius Distant, 1900
- Loxa Amyot et Serville, 1843
- Marghita Ruckes, 1964
- Modicia Stål, 1872
- Myota Spinola, 1850
- Neojurtina Distant, 1921
- Neotibilis Grazia et Barcellos, 1994
- Nocheta Rolston, 1980
- Okeanos Distant, 1911
- Pallantia Stål, 1862
- Paratibilis Ruckes, 1960
- Parvacrena Ruckes, 1963
- Pellaea Stål, 1872
- Pentatoma Olivier, 1789 – tarczówka
- Phalaecus Stål, 1862
- Pharypia Stål, 1861
- Placocoris Mayr, 1864
- Placosternum Amyot et Serville, 1843
- Priassus Stål, 1867
- Prionaca Dallas, 1851
- Prionocompastes Breddin, 1900
- Pseudevoplitus Ruckes, 1958
- Ramosiana Kormilev, 1950
- Rhaphigaster Laporte, 1833 – dzidosz
- Rideriana Grazia et Frey-da-Silva, 2003
- Sabaeus Stål, 1867
- Serdia Stål, 1860
- Similliserdia Fortes et Grazia, 1998
- Stictochilus Bergroth, 1918
- Taurocerus Amyot et Serville, 1843
- Thyanta Stål, 1862
- Tibilis Stål, 1860
- Vidada Rolston, 1980
- Zhengius Rider, 1998